# Batalla del Barranc Sagnant
La batalla del Barranc Sagnant tingué lloc als voltants de la Cota 30 (segons la nomenclatura estatunidenca), aproximadament a 1,5 km al sud-oest de Carentan, a Normandia, el 13 de juny de 1944, entre elements de la 17a Divisió SS Panzergrenadier i el 6è Regiment Fallschirmjäger alemanys i els regiments paracaigudistes estatunidencs 501r, 502n i 506è de la 101a Divisió Aerotransportada, reforçats per elements de la 2a Divisió Blindada.

## Batalla
Quan la 101 Aerotransportada penetrà a la ciutat de Carentan el 12 de juny de 1944 (Dia-D+6), després de durs combats els dos dies anteriors, van trobar-se una relativament resistència lleugera. El gruix dels defensors alemanys supervivents (del 6è Regiment Fallschirmjäger) s'havien retirat cap al sud-oest la nit anterior després d'un dur bombardeig d'artilleria naval aliada. Ambdós bàndols eren conscients de la importància de la ciutat: pels americans, era un enllaç entre les platges d'Omaha i Utah, i oferia una base per a posteriors atacs dirigits a l'interior de la França ocupada. Pels alemanys, reconquerir Carentan seria el primer pas per obrir una escletxa entre les dues platges americanes, i possiblement per destruir o malmetre la invasió aliada.
Les restes del 6è Fallschirmjäger van aconseguir rebre subministraments, sent reforçades per canons d'assalt de la 17a Divisió SS Panzergrenadier la nit del 12-13 de juny. La força combinada contraatacà al nord-est cap a Carentan a l'alba del 13 de juny, tot just quan el 506è i el 501r de Paracaigudistes atacava al sud-oest per augmentar el perímetre defensiu americà als voltants de la ciutat. El 506è prengué el gruix de l'atac, i cap a les 10:30, inferiors en nombre i sense canons, els paracaigudistes van haver de recular fins a la ciutat. El 2n batalló del 502n prengué posicions a la dreta del 506, però a les 13:00, ja havien patit massa baixes, i les alemanys podien arribar i fins i tot superat les seves defenses.
Les restes de la 6a Fallschirmjäger van ser reforçades per canons d'assalt i panzergrenadiers de la 17a SS Panzergrenadier la nit del 12-13 de juny. La força combinada contraatacà al nord-est cap a Carnetan a l'albada del 13 de junt, just mentre el 506 i el 501 PIT estaven atacant al sud-oest per augmentar el perímetre defensiu estatunidenc al voltant de la ciutat. El 506 assumí l'atac, i a les 10:30 a.m., els paracaigudistes en inferioritat numèrica i sense canons pràcticament van ser expulsats als afores de la ciutat.
Sota un intens foc alemany, el flanc esquerre de la Companyia F del 506 va recular fins a la següent tanca seguint les ordres del comandant de la companyia, que no ho havia aclarit amb el batalló. Això exposà el flanc dret de la Companyia D. Aquesta companyia també retrocedí, deixant la Companyia E tota sola. El capità Thomas P. Mulvey, el comandant de la Companyia F, va ser rellevat pel comandant del batalló.
Quan un tanc alemany intentà penetrar pel flanc esquerra, dos soldats (d'acord al llibre Band of Brothers van ser el tinent Harry Welsh i el soldat McGrath) de la Companyia E van aconseguir destruir-lo amb un bazooka. Mentrestant, el quarter general del batalló aturà la retirada de les companyies D i F, fent-les avançar 150 metres per cobrir el flanc esquerre. El 2n Batalló del 502 PIR ocupà posicions a la dreta del 506, però cap a les 13:00 havien patit massa baixes, i l'atac alemany estava a punt de trencar les seves defenses.
En aquest punt crític, cap a les 16:30, arribà des de Carentan un contraatac amb 16 tancs, del Comandament de combat A de la 2a Divisió Blindada des del sud-oest, acompanyats d'infanteria de la 29a Divisió d'Infanteria, causant un gran nombre de baixes entre els alemanys i obligant-los a retrocedir. Amb la victòria americana les platges d'Omaha i Utah aconseguiren enllaçar, creant una zona segura per a posteriors operacions americanes.
S'ha de notar que les accions del 507è Regiment d'Infanteria Paracaigudista durant la batalla de Graignes, al sud-oest de Carentan, tingué una part important en l'èxit de la captura de Carentan i en la batalla del Barranc Sagnant. Si els paracaigudistes del 507 no haguessin aturat l'avanç del la 17a Panzer SS Grenadier és molt probable que la divisió d'elit hagués arribat a Carentan abans de la 101. A més, el 507 causà grans pèrdues als alemanys en els pocs dies que van mantenir Graignes, influint considerablement en la batalla del Barranc Sagnant.

## La batalla en la cultura popular
El combat va ser popularitzat a la sèrie d'HBO Band of Brothers, ja que en el 3r episodi, Carentan, apareixen les accions del 506è durant la batalla.
Als video-jocs Brothers in Arms: Road to Hill 30 i Brothers in Arms: Earned in Blood representen un grup de soldats fictici, encapçalats pel tinent coronel Robert G. Cole durant el viatge per conquerir Carentan. El nivell final del Road to Hill 30 és la Batalla del Barranc Sagnant, que conclou amb l'arribada dels tancs de la 2a Divisió Blindada al combat. Al joc d'estratègia Company of Heroes també apareix la defensa de Carentan, amb els mateixos resultats però amb situacions més defensives.